# Nabil Hasan
Nabil Talal Hosni Hasan (10 de marzo de 1984) es un deportista jordano que compitió en taekwondo. Ganó una medalla de oro en los Juegos Asiáticos de 2010, y una medalla de bronce en el Campeonato Asiático de Taekwondo de 2008.

## Palmarés internacional
| Juegos Asiáticos    | Juegos Asiáticos | Juegos Asiáticos  | Juegos Asiáticos |
| Año                 | Lugar            | Medalla           | Categoría        |
| ------------------- | ---------------- | ----------------- | ---------------- |
| 2010                | Cantón (China)   | Medalla de oro    | –80 kg           |
| Campeonato Asiático |                  |                   |                  |
| Año                 | Lugar            | Medalla           | Categoría        |
| 2008                | Luoyang (China)  | Medalla de bronce | –72 kg           |